# دافين جوي راندولف
دافين جوي راندولف هي ممثلة ومغنية أمريكية ولدت في 21 مايو 1986.

## روابط خارجية
دافين جوي راندولف على موقع IMDb (الإنجليزية)
- دافين جوي راندولف على موقع ميتاكريتيك (الإنجليزية)
- دافين جوي راندولف على موقع روتن توميتوز (الإنجليزية)
- دافين جوي راندولف على موقع مونزينجر (الألمانية)
- دافين جوي راندولف على موقع ألو سيني (الفرنسية)
- دافين جوي راندولف على موقع ميوزك برينز (الإنجليزية)
- دافين جوي راندولف على موقع تيرنر كلاسيك موفيز (الإنجليزية)
- دافين جوي راندولف على موقع أول موفي (الإنجليزية)
- دافين جوي راندولف على موقع قاعدة بيانات برودواي على الإنترنت (الإنجليزية)
- دافين جوي راندولف على موقع أول ميوزيك (الإنجليزية)